# Psychotria zeylanica
Psychotria zeylanica är en måreväxtart som beskrevs av Seymour Hans Sohmer. Psychotria zeylanica ingår i släktet Psychotria och familjen måreväxter. Inga underarter finns listade i Catalogue of Life.